# On the Loose (chanson)
Pour l’article homonyme, voir On the Loose.
Singles de Niall Horan
Too Much to Ask Seeing Blind
On the Loose est une chanson du chanteur irlandais Niall Horan, sortie le 16 février 2018. C'est le quatrième single du chanteur qui apparaît sur l'album Flicker.

## Contexte
Niall Horan chante pour la première fois la chanson le 13 mai 2017 lors d'un concert pour la radio Channel 93.3 à San Diego. Il avoue dans une interview pour Herald Sun s'être inspiré de Fleetwood Mac pour écrire la chanson. 
Il annonce via les réseaux sociaux que la chanson est le quatrième single de l'album. 

## Personnel
Crédits provenant de Tidal.
- Niall Horan – chant, guitare
- Julian Bunetta – production, chœur, percussion, ingénieur
- Nathan Dantzler – ingénieur
- Tommy King – claviers
- Michael Freeman – assistant mixage
- Matt Chamberlain – batterie
- Mark Goldenberg – guitare
- Val McCallum – guitare
- Spike Stent – mixage